# Aposopsyllus spinipes
Aposopsyllus spinipes är en kräftdjursart. Aposopsyllus spinipes ingår i släktet Aposopsyllus och familjen Paramesochridae. Inga underarter finns listade i Catalogue of Life.